# کاروانسرای چمشک
کاروانسرای چمشک یک اثر تاریخی در شهرستان پل‌دختر در جنوب استان لرستان است. این کاروانسرا در منطقه چمشک این شهرستان قرار گرفته‌است. قدمت آن به دوره صفوی و زمامداری شاه عباس اول می‌رسد. این کاروانسرا بر سر راهی قرار داشته که لرستان را به خوزستان متصل می‌کرده‌است.

## ثبت در فهرست میراث جهانی
در ۲۶ شهریور ۱۴۰۲ در جریان چهل و پنجمین اجلاس کمیته میراث جهانی یونسکو در ریاض، کاروانسرای چمشک به‌همراه ۵۳ کاروانسرای تاریخی دیگر (جمعاً ۵۴ کاروانسرا در ۲۴ استان ایران) تحت عنوان کاروانسراهای ایرانی در فهرست میراث جهانی قرار گرفتند. این مجموعه جهانی به عنوان بیستمین و هفتمین اثر جهانی کشور ایران شناخته می‌شود.